# Вентиляция кровельная
Кровельная вентиляция — система, предназначенная для регулирования уровня влажности подкровельного пространства. 
Основное предназначение и функции кровельной вентиляции:
- Предупреждение длительного скопления воздуха в подкровельном пространстве и помещении;
- Препятствие образованию влаги в подкровельном пространстве;
- Снижение риска возникновения обледенений на крыше и в подкровельном пространстве.

## Предназначение
Причина необходимости установки кровельной вентиляции в современном строительстве в сложных климатических условиях кроется в колебании среднесуточной температуры. Это влияет на образование конденсата на нижней части кровельного покрытия. При использовании гидроизоляционных плёнок при обустройстве кровельного пирога часть этого конденсата выводится наружу, однако некоторая часть остаётся. Во время резкой смены температур эта влага превращается в лед, который разрушает материалы кровельного пирога.
Кровельная вентиляция создаёт дополнительную воздушную циркуляцию в подкровельном пространстве, тем самым полностью высушивая кровлю здания.
Способы организации постоянной циркуляции воздуха под кровлей: слуховые окна, вентиляционные отверстия, продухи, кровельные вентиляторы.
Благодаря вентиляции:
- постоянно поддерживается температурный баланс под всей поверхностью крыши;
- удаляются водяные пары, поступающие из самого помещения;
- значительно снижается вероятность перегрева кровельной поверхности под воздействием солнечных лучей в летнее время;
- зимой не образуются сосульки и наледь;
- необходимость в ремонте откладывается на значительное количество времени.[2]

## Элементы
Кровельная вентиляция — система, состоящая из нескольких элементов. К ним относятся: 
- проходные элементы;
- выходы вентиляции.

Проходные элементы предназначены для сохранения герметичности наиболее сложных участков кровли:
- Выходов телевизионных антенн;
- Выходов дымоходных труб;
- Выходов вентиляции.

Проходные элементы делятся на несколько видов в зависимости от кровельного покрытия, на которое устанавливаются:
- Для металлочерепицы;
- Для профилированного листа;
- Для мягкой и фальцевой кровли.

Выходы вентиляции предназначены для отвода отработанного воздуха из помещения естественным или принудительным путём. Принцип их действия основан на использовании воздушных потоков, возникающих при перепаде давления. Для создания лучшей тяги и избежания занесения снегом, изделия устанавливают на минимальном расстоянии от конька кровли.
Выходы вентиляции также делятся на следующие виды:
- Коньковые, предназначенные для монтирования на кровлях с углом около 27 градусов;
- Скатные, предназначенные для монтирования на кровле с уклоном до 20 градусов.